# Valla

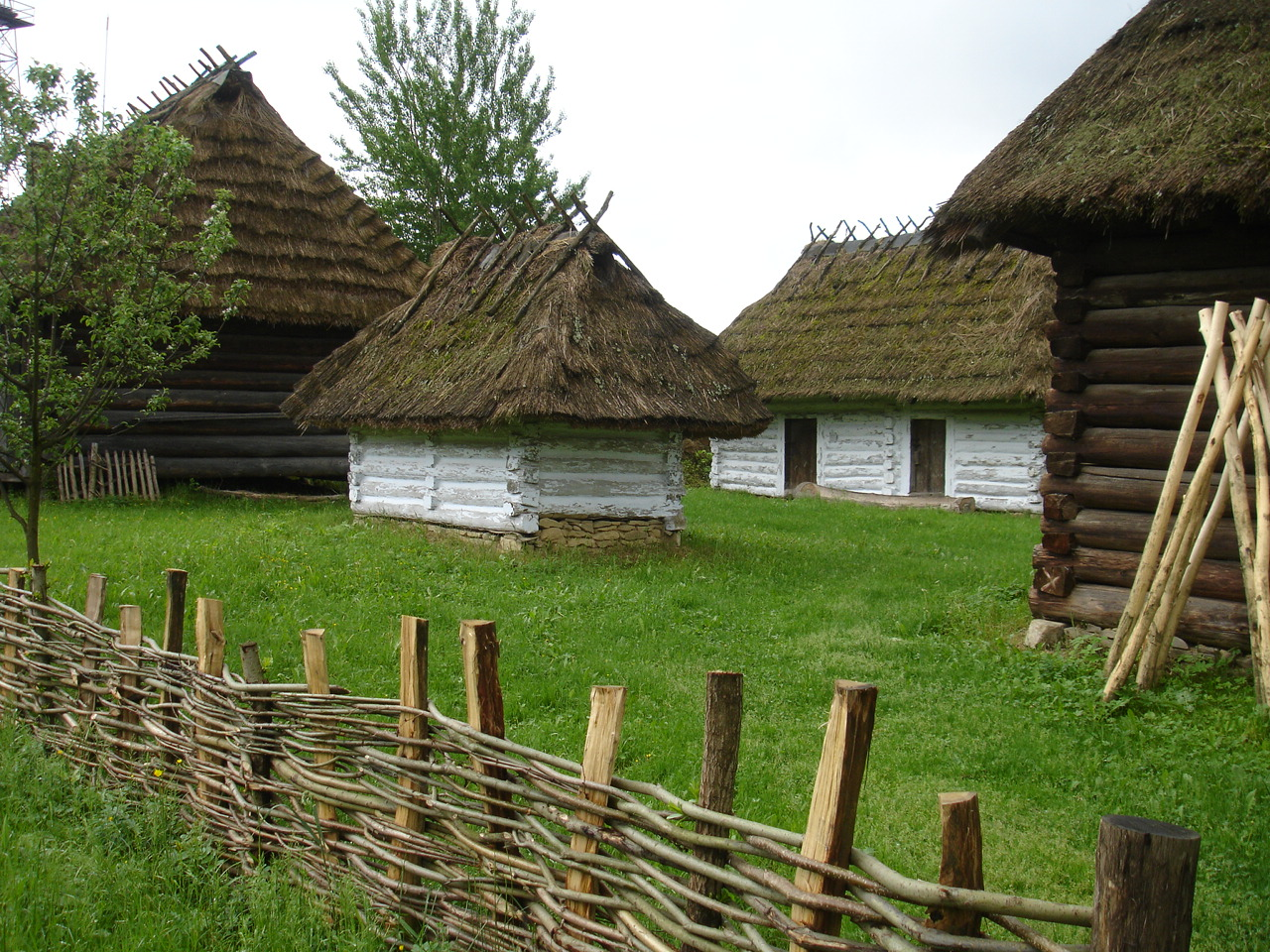
Terreno vallado, este tipo de tejido se conoce como zarzo.

Una valla o cerca es un elemento arquitectónico que se utiliza para delimitar áreas y protegerlas contra intrusos. Suelen ser metálicas, de madera o piedra.
Las vallas se colocan alrededor de un predio, terreno o jardín, y tienen la función de impedir la entrada al mismo y/o de proteger la intimidad de sus habitantes. Las vallas se instalan en granjas, o en otros espacios como, por ejemplo, los jardines de las viviendas.   
Los vallados más antiguos eran a base de piedra apilada en seco o de diferentes tramas de vegetales inertes o vivos. Una valla contemporánea típica es formada por una serie de tablones o estacas de madera colocados en vertical y terminados en punta o de forma redondeada. Se clavan al terreno y se unen por medio de otras tablas horizontales que se clavan a las anteriores. Existen también vallas metálicas que consisten en una malla de alambre, denominada alambrada. También se encuentran vallas confeccionadas con materiales naturales como cañas o brezo. En este caso, las piezas se trenzan con alambre conformando una superficie tupida.
En el norte de México, se construyen con ocotillo, gobernadora, tablones, bases de tarimas de madera, alambre de púas, entre otros materiales. También en algunas zonas de México se utiliza la palabra "cercar" para referirse a una pared hecha de varas o leña enjarradas con zoquete. Las casas de leña son también conocidas como “casas de cerca”. En este contexto, “cercar” significa emplear esta técnica constructiva.

## Vallas móviles

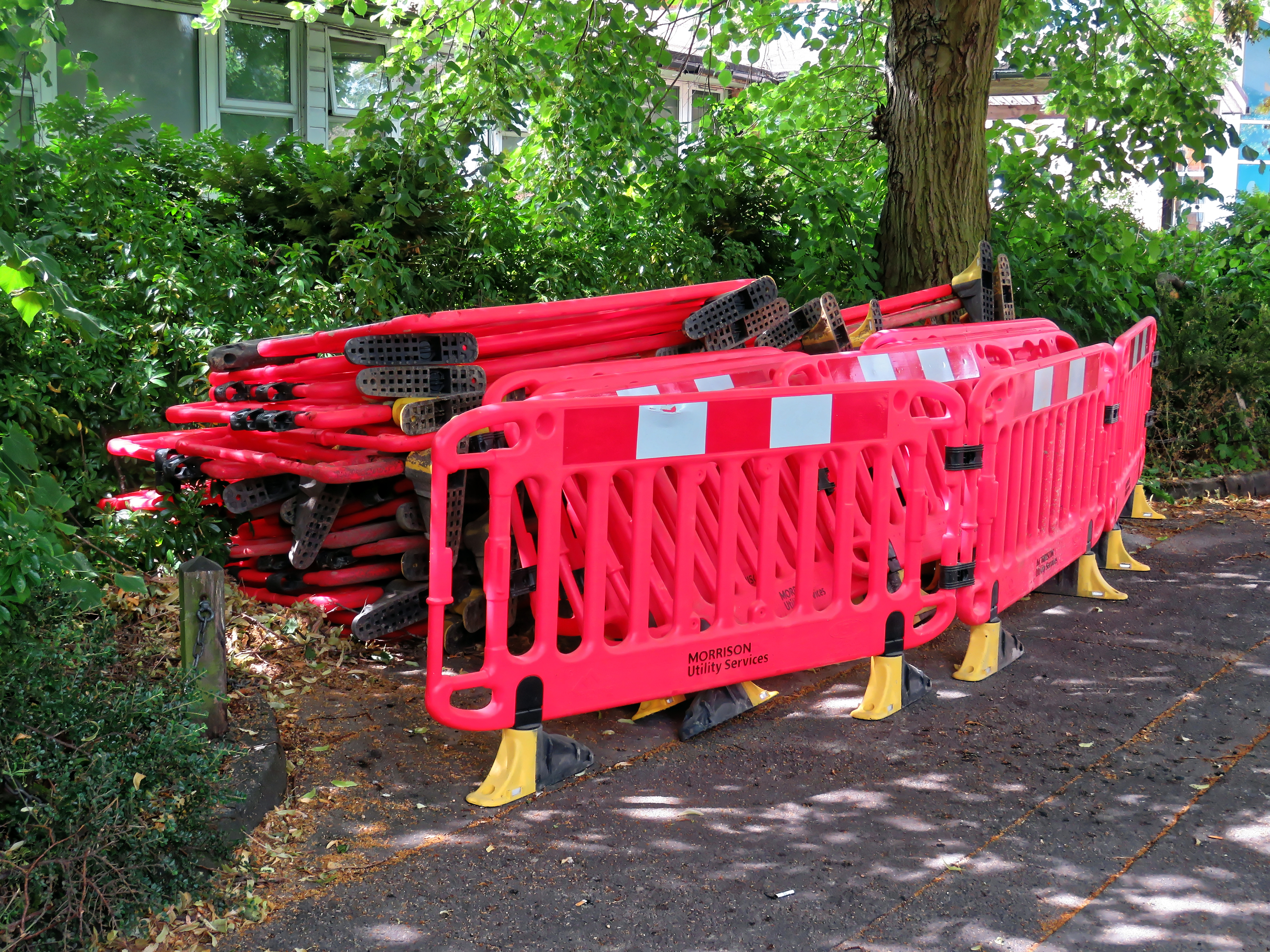
Vallas móviles

Las vallas móviles son estructuras metálicas que se colocan en la vía pública para delimitar espacios con motivo de eventos temporales, como espectáculos, desfiles o procesiones. También sirven para proteger obras circunstanciales en zonas públicas. Suelen consistir en un marco con barrotes en su interior que se asienta sobre dos patas anchas que le proporcionan estabilidad. En los laterales, cuentan con un enganche que permite unir diferentes vallas formando una protección continua para utilizarla en amplias extensiones.

## Galería

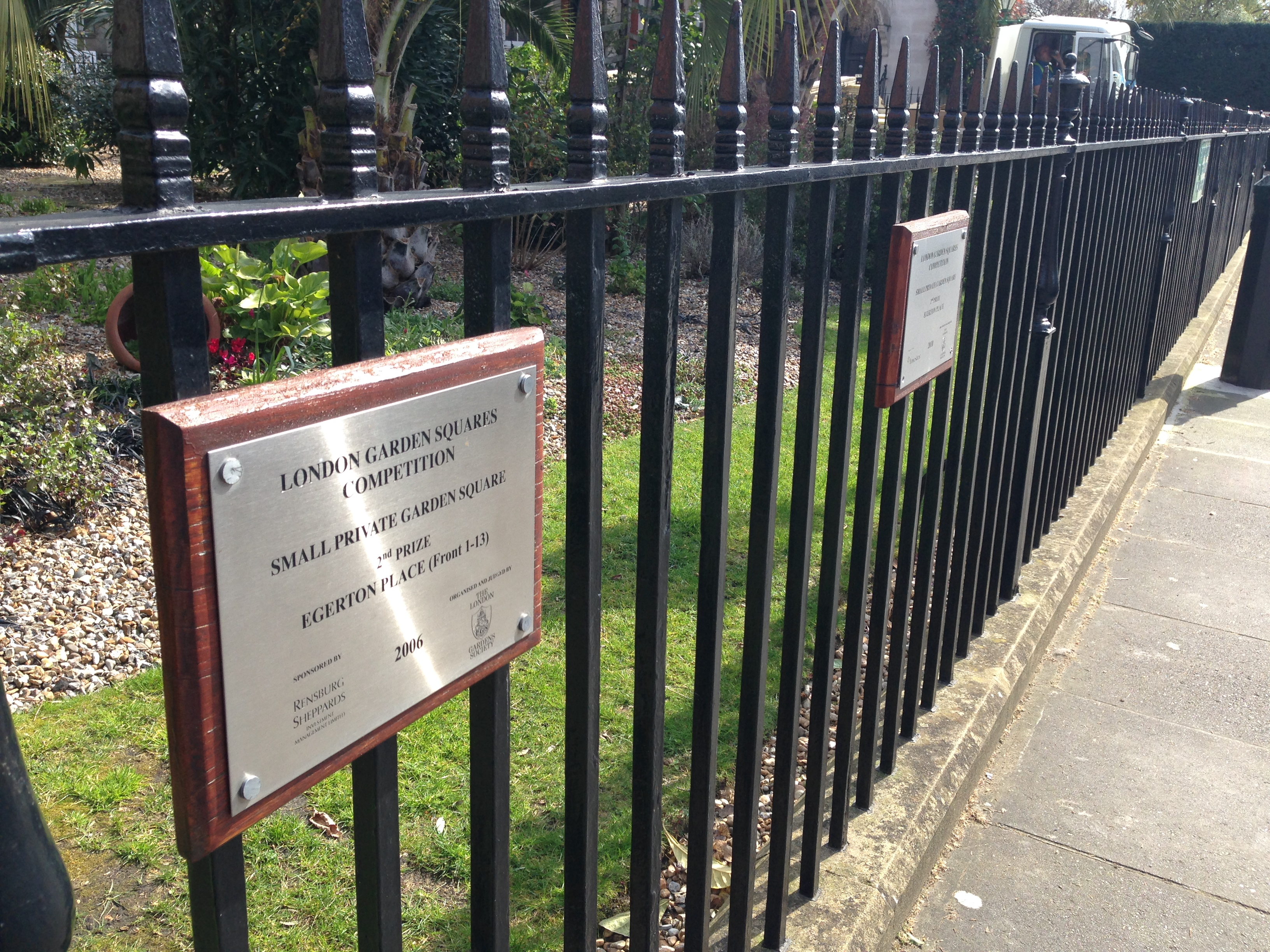
Valla de hierro
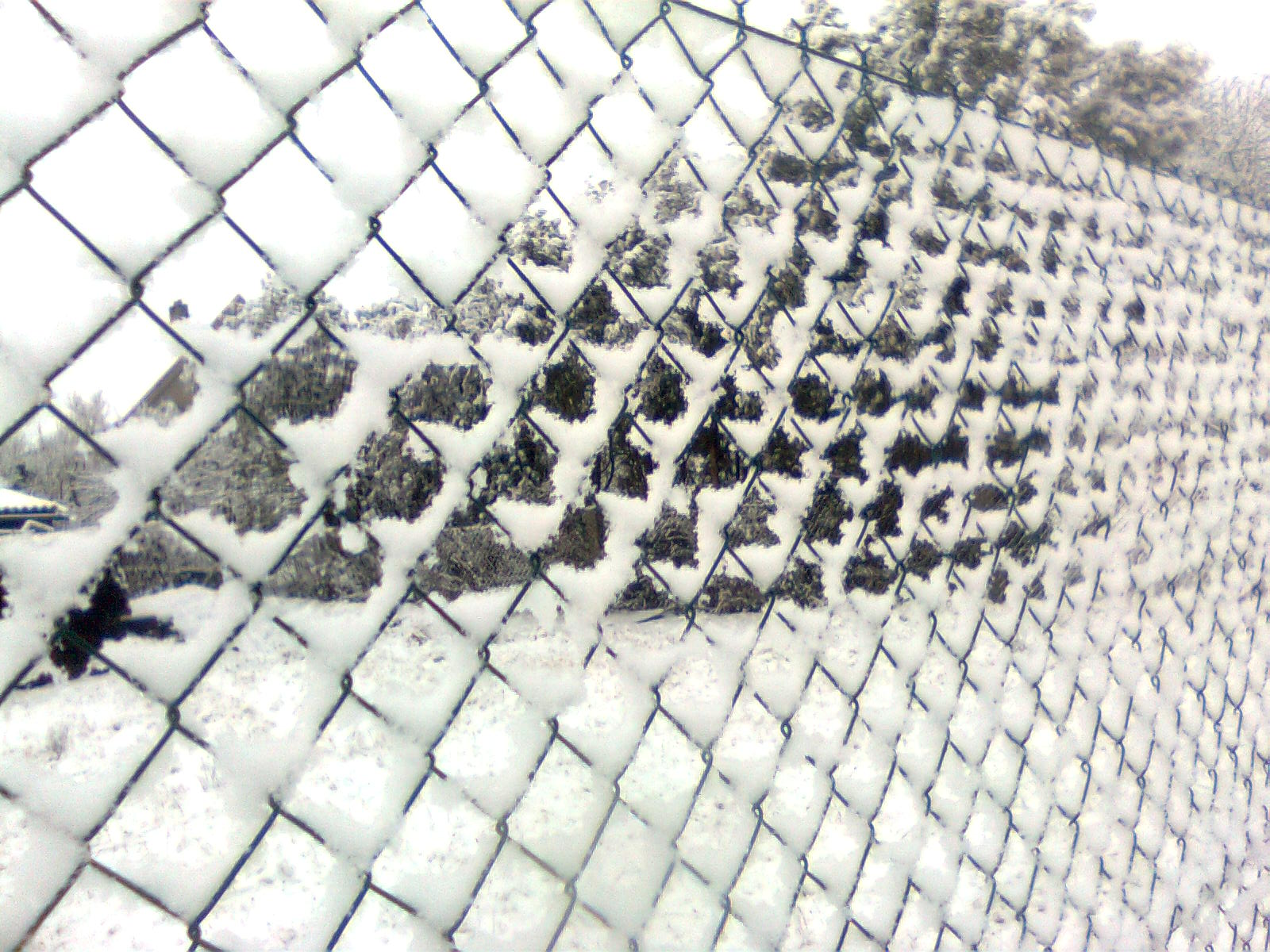
Alambrada
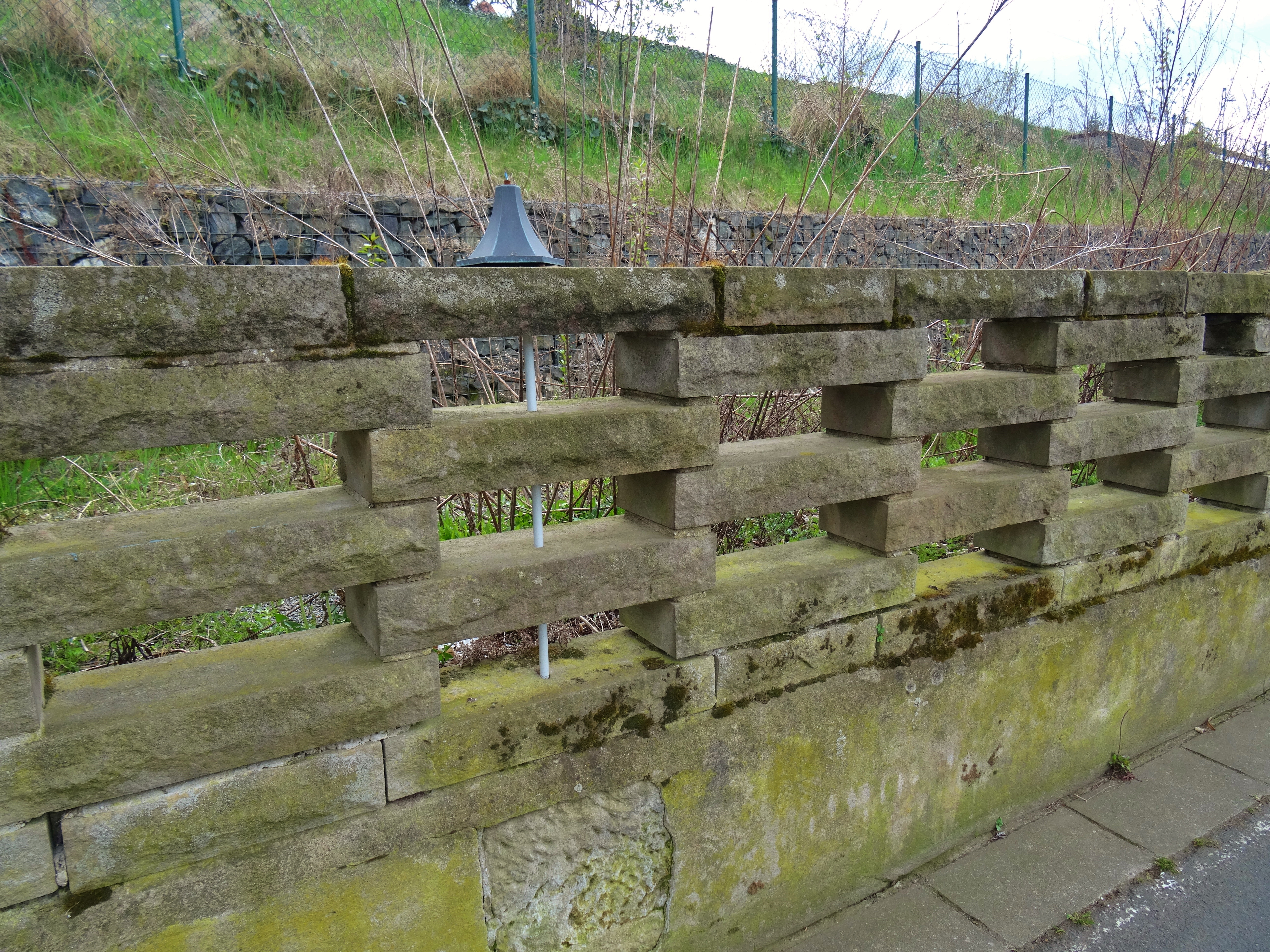
Valla de piedra
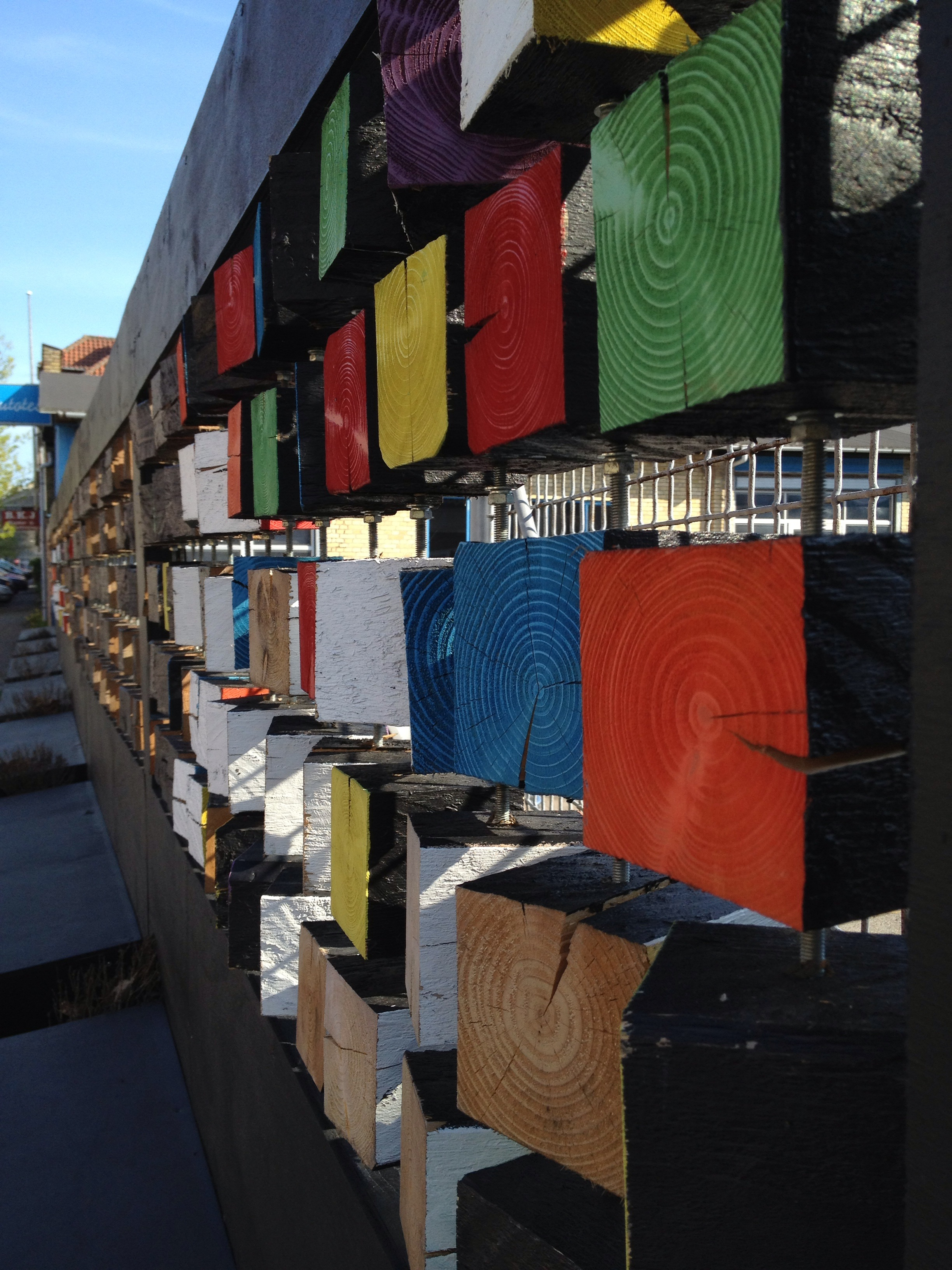
Valla de tocones
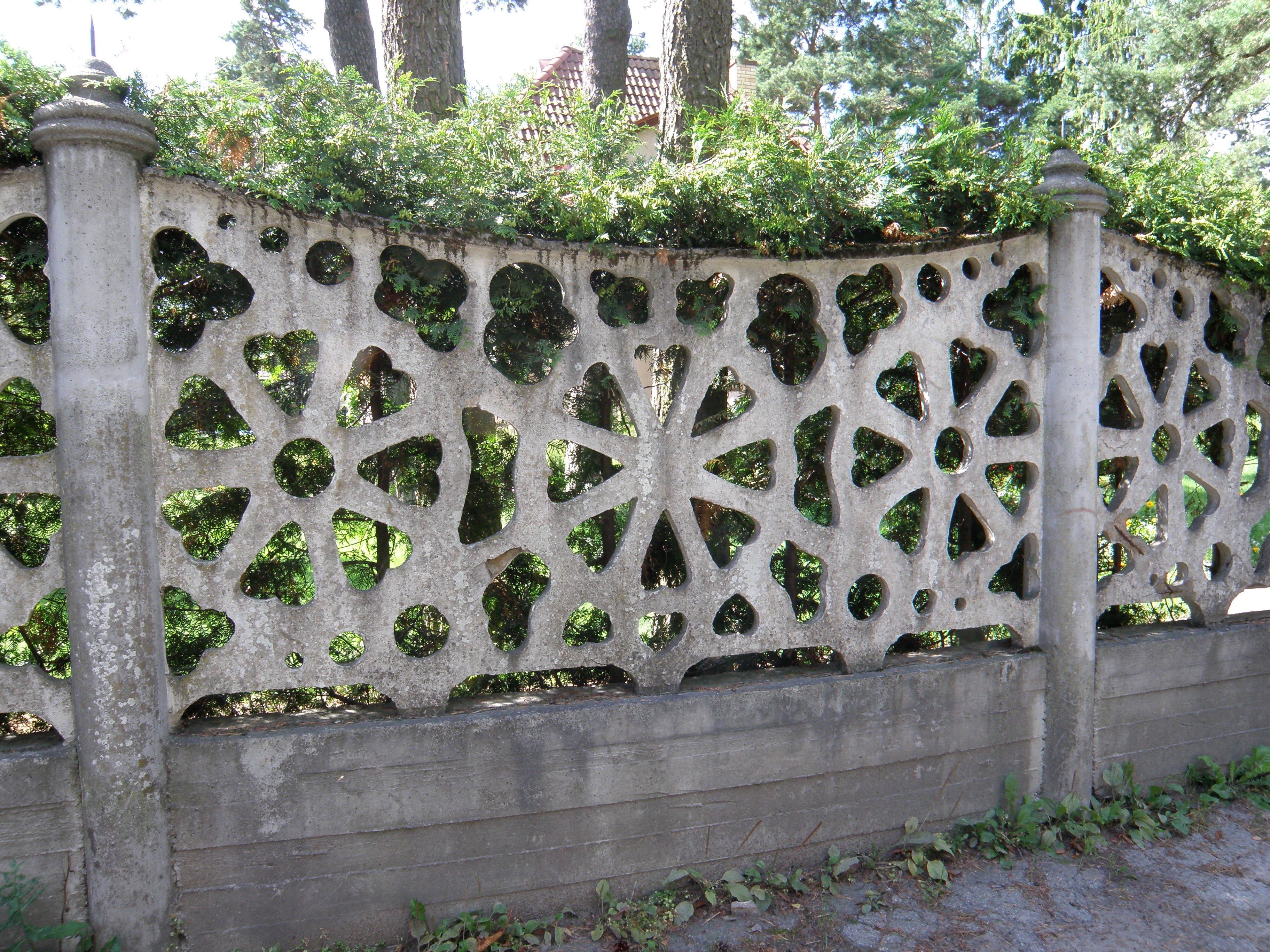
Valla de cemento
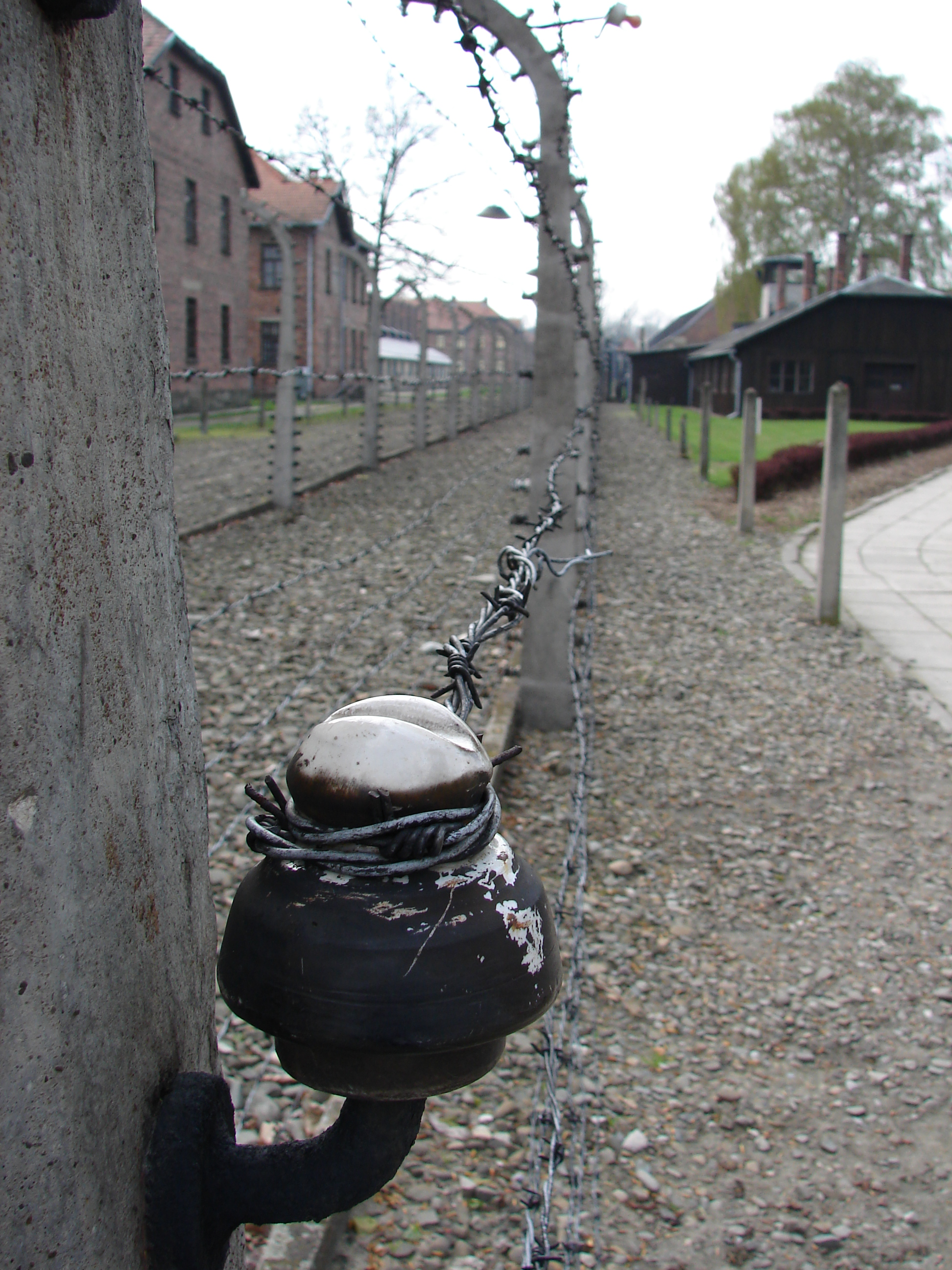
Valla electrificada